# Wilhelm Magnus
Pour les articles homonymes, voir Magnus.
Wilhelm Magnus (de son nom complet Hans Heinrich Wilhelm Magnus) est un mathématicien allemand, né le 5 février 1907 à Berlin et mort le 15 octobre 1990 à New York, qui a travaillé notamment en théorie des groupes, fonctions spéciales et physique mathématique. Il est connu pour ses contributions à la théorie combinatoire des groupes.

## Biographie
Wilhelm Magnus étudie de 1925 à 1930 les mathématiques et la physique aux universités de Tübingen et de Francfort-sur-le-Main et soutient une thèse de doctorat (« Über Unendlich diskontinuierliche Gruppen von einer definirenden Relation (der Freiheitssatz) ») sous la direction de Max Dehn en 1931. Il soutient en 1933 une habilitation à Francfort et est, jusqu'en 1938, Privatdozent à l’université de Francfort. Il passe l'année 1934-1935 à l'université de Princeton comme boursier de la fondation. En 1939, il travaille à l'université de Königsberg, et à partir de 1940 à la Technische Hochschule de Berlin-Charlottenburg, où il est nommé en 1942 professeur dans la catégorie des « Außerplanmäßige Professoren ». Il est de plus affecté à la section de recherche de la marine de guerre à Berlin-Wannsee. Comme il refuse d'adhérer au Parti national-socialiste des travailleurs allemands, sa carrière ne progresse plus. Il travaille pendant cette période sur des tables de fonctions spéciales de la physique mathématique, dont il profite ultérieurement aux États-Unis. En 1944 il est nommé professeur titulaire à l'Université de Königsberg.
De 1946 à 1949, Magnus est professeur titulaire (« ordentlicher Professor ») à l'université de Göttingen ; en 1947-1948 il est professeur invité au California Institute of Technology
(CalTech). Il est élu membre extérieur de l'Académie des sciences de Göttingen. En 1950, il est nommé professeur au Courant Institute of Mathematical Sciences of New York University jusqu'en 1973 où il est nommé professeur à l'Université polytechnique de New York, où il reste jusqu'à son éméritat en 1978.

## Œuvre
Son domaine de recherche principal est la théorie combinatoire des groupes. Aux États-Unis, il collabore à partir de 1948 au Bateman Manuscript Project (en) du Caltech consacré à l'édition des manuscrits de Harry Bateman sur les fonctions spéciales, dont l'éditeur principal était Arthur Erdélyi (en). Magnus a aussi travaillé sur les fonctions de la physique mathématique et sur les solutions de l’équation de Mathieu et de l'équation de Hill. En 1932 Magnus démontre la décidabilité du problème des mots pour les groupes avec une relation.
Magnus a eu de nombreux élèves, parmi lesquels Fritz Oberhettinger, Friedrich Wilhelm Schäfke, Joan Birman, Bruce Chandler, Abe Shenitzer, Seymour Lipschutz, Harry Hochstadt ou Herbert Keller. Magnus était réputé excellent enseignant ; en 1969, il reçoit le Great Teacher Award de l’université de New York.
En 1969, Magnus est Guggenheim Fellow et en 1973-1974 Fulbright-Hayes Senior Research Scholar. Il est membre de la Deutsche Mathematiker-Vereinigung de 1932 à 1934, puis de 1938 jusqu'à sa mort. Il est aussi membre de l’American Mathematical Society. En 1980, l'Université polytechnique de New York lui décerne un doctorat honoris causa en sciences.

## Livres
- [1949] Wilhelm Magnus et Fritz Oberhettinger, Anwendungen der elliptischen Funktionen in Physik und Technik, Springer-Verlag, 1949.

- [1955] Arthur Erdélyi, Wilhelm Magnus, Fritz Oberhettinger et Francesco G. Tricomi, Higher transcendental functions. Vols. I-III, McGraw-Hill, 1955 (lire en ligne).

- [1965] Israel Grossman et Wilhelm Magnus, Groups and their Graphs, Random House, coll. « New Mathematical Library » (no 14).

- [1966] Wilhelm Magnus, Fritz Oberhettinger et Raz Pal Soni, Formulas and Theorems for the Special Functions of Mathematical Physics, New York, Springer-Verlag, 1966. — Première édition Formeln und Lehrsätze für die speziellen Funktionen der mathematischen Physik. Springer 1943, 2e édition 1948, les éditions en allemand sans Raz Pal Soni.

- [1974] Wilhelm Magnus, Noneuclidean tessellations and their groups, Academic Press, 1974.

- [1976] Wilhelm Magnus, Abraham Karrass et Donald Solitar, Combinatorial group theory. Presentations of groups in terms of generators and relations, Dover Publications, Inc., 2004, 444 p. (ISBN 0-486-43830-9, lire en ligne) — Réimpression de la 2e édition de 1976.

- [1979] Wilhelm Magnus et Stanley Winkler, Hill's equation, Dover Publication, 2004, 129 p. (ISBN 0-486-49565-5, lire en ligne) — Réimpression de la 2e édition de 1979 (première édition Wiley 1976).

- [1982] Wilhelm Magnus et Bruce Chandler, The History of Combinatorial Group Theory. A Case Study in the History of Ideas, Springer-Verlag, 1982.